# 山田喜之助

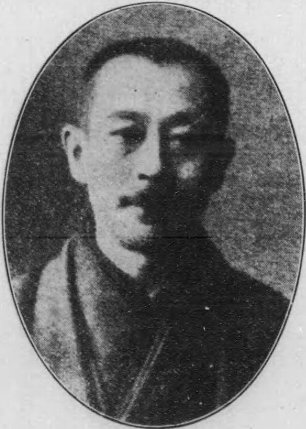
山田喜之助

山田 喜之助（やまだ きのすけ、1859年6月30日〈安政6年6月1日〉 - 1913年〈大正2年〉2月20日）は、日本の弁護士、政治家。衆議院議員（東京府第3区選出、当選2回）。衆議院書記官長。司法次官。東京代言人組合（東京弁護士会の前身）会長。号は奠南（てんなん）。東京専門学校、英吉利法律学校創立に関与した。

## 経歴
大坂・船場の商家に生まれた。八郎兵衛の二男。生家は家号を「桜井屋」といい、江戸時代から代々続いた富裕な薬種砂糖商として有名だった。母・志ようは喜之助が4歳の時に死去した。父は、6歳になった喜之助を、船場淡路町にあった儒者・藤沢南岳の泊園書院（泊園塾、現在の関西大学）に通わせた。漢学、特に漢詩の素養を身につけた。やや成長してから大阪英語学校に入った。
1876年（明治9年）、東京開成学校に入り官費生徒となった。のち、同校は東京大学と改称されると、同学法律生となり1882年（明治15年）に卒業し法学士の学位を授けられた。以来1885年（明治18年）まで法律事務に従事し、傍ら大隈重信を助けて東京専門学校（現在の早稲田大学）開設に関わった。また立憲改進党に入った。英吉利法律学校（現在の中央大学）の創立に参画した。
1885年（明治18年）、司法省権少書記官に任じられ、以後、司法省参事官、大審院検事、大審院判事を歴任した。しかし法典論争で延期派に立って司法大臣・山田顕義と対立し、職を辞した。1891年（明治24年）2月、代言人（のち弁護士）となり京橋区に事務所を設け、以来1897年（明治30年）9月迄訴訟事務に従事。東京代言人組合会長に3度選出されたほか、英吉利法律学校の東京法学院への改組にも尽力し、また海軍主計学校教授も兼ねた。
さらに法典調査会の委員を務めた。1897年（明治30年）には衆議院書記官長に任ぜられ正五位に叙せらる。1898年（明治31年）、日本最初の政党内閣である第1次大隈内閣が成立すると、抜擢され司法次官となった。同年3月、衆議院議員臨時総選挙に際し東京府第3区より推されて衆議院議員に当選した。同年8月、再度の臨時総選挙に於いて又衆望を荷って当選した。ただし、尾崎行雄は後年、当時山田が司法次官の職権を濫用し、自分の選挙を助けた選挙干渉問題が、政権与党内の旧自由党系と旧改進党系両派の軋轢の発端となり、同年11月の内閣瓦解につながった旨を、その自伝中に記している。
晩年は病気がちのため全く隠遁的の生活をなし、牛込区市谷薬王寺前町の自宅に引きこもっていた。1913年（大正2年）2月20日死去。葬儀は同年2月23日築地本願寺に於いて仏式に依り挙行された。

## 人物

### 人柄
喜之助は大坂商家の子である。大阪英語学校に在学中、父から命じられて通学の途次掛金を集めた。そのため喜之助は常に布財布を携えた。学友は喜之助を見れば「小僧、少しは集まったか」と言った。喜之助はこれに応じて「とんと集まらんさかい困るわい」と言った。
喜之助は平素きわめて酒を好み、晩年病気のため弁護士の職を廃したが、酒を飲むことはやめなかった。有名な好酒家だったため友人を困らせることが度々だった。大隈伯の観菊会に招かれた時にもたらふく飲み抜いた帰途に犬養木堂の宅に押し掛けて散々下戸の木堂を責め、果ては家内中の者を辟易させて再び早稲田邸へ取って帰したが、夜の1時近くであったから大隈も寝床に入った後なので、 家扶を対手に飲み始めて大弱りをさせたことがあった。喜之助自ら「酒聖（しゅせい）」「酒仙（しゅせん）」と称えた。
1905年の日比谷焼打事件で、喜之助は兇徒聚衆罪として起訴され、刑務所に収監されたこともあった。

## 栄典・授章・受賞
- 1885年（明治18年）7月25日 - 正七位[10]
- 1898年（明治31年）3月 - 衆議院議員章[要出典]

## 家族・親族
山田家
桜井屋の当主は代々「八郎兵衛」を襲名した。桜井屋8代目当主である喜之助の父・八郎兵衛の旧名は「行沢富三郎」だった。富三郎は西成郡淡路村の百姓・行沢九兵衛の三男で、桜井屋の家附の一人娘志ようの婿となって「桜井屋八郎兵衛」を襲名した。
- 父・八郎兵衛（砂糖商） - 住所は大阪府大阪市東区瓦町[6]。
- 母・志よう[6]
- 異母弟・正三（1882年 - 1949年、法学者、京都帝大法学部長）[6]
  - 同妻・いと（井上毅の三女）
- 妻・鳰（にお、1868年 - 1943年、岡松甕谷の二女）[6] - 鳰は、岡倉天心、高橋健三、大谷木備一郎、藤田隆三郎らの妻たちとともに十数人で日本風の婦道を勉める婦人団体「清迎会」を組織[11]。
- 長男・紹之助（1889年 - ?、工学者、北海道帝大教授）[6]
- 長女・呈（1893年 - ?、呈子、小林俊三の妻）[6]
- 二男・述之助（1894年 - 1960年）[6]
- 三男・作之助（1896年 - 1995年、弁護士、裁判官） - 神戸弁護士会長、最高裁判事等を務めた[6]。

親戚
- 井上毅（官僚、政治家） - 文部大臣、法制局長官等を歴任。異母弟正三の義父。
- 井上匡四郎（鉱山学者、政治家） - 岡松甕谷の四男、井上毅の養嗣子[6]。
- 義父・岡松甕谷（儒学者）
- 義弟・岡松参太郎（法学者・京都帝大教授）
- 女婿・小林俊三（弁護士、裁判官・最高裁判事） -  長女・呈の夫。

系図
|  |  |  |  |          |          |          |          |            |            |            |            | 山田八郎兵衛 |            |  |  |    |    |    |    |            |            |            |            |            |            |            |            |            |            |  |  |            |            |            |            |            |            |  |  |  |  |
|  |  |  |  |          |          |          |          |            |            |            |            |              |            |  |  |    |    |    |    |            |            |            |            |            |            |            |            |            |            |  |  |            |            |            |            |            |            |  |  |  |  |
|  |  |  |  |          |          |          |          |            |            |            |            |              |            |  |  |    |    |    |    |            |            |            |            |            |            |            |            |            |            |  |  |            |            |            |            |            |            |  |  |  |  |
|  |  |  |  |          |          |          |          |            |            |            |            |              |            |  |  |    |    |    |    |            |            |            |            |            |            |            |            |            |            |  |  |            |            |            |            |            |            |  |  |  |  |
|  |  |  |  | 山田正三 | 山田正三 | 山田正三 | 山田正三 | 山田正三   | 山田正三   |            |            |              |            |  |  |    |    |    |    | 山田喜之助 | 山田喜之助 | 山田喜之助 | 山田喜之助 | 山田喜之助 | 山田喜之助 |            |            |            |            |  |  |            |            |            |            |            |            |  |  |  |  |
|  |  |  |  | 山田正三 | 山田正三 | 山田正三 | 山田正三 | 山田正三   | 山田正三   |            |            |              |            |  |  |    |    |    |    | 山田喜之助 | 山田喜之助 | 山田喜之助 | 山田喜之助 | 山田喜之助 | 山田喜之助 |            |            |            |            |  |  |            |            |            |            |            |            |  |  |  |  |
|  |  |  |  |          |          |          |          |            |            |            |            |              |            |  |  |    |    |    |    |            |            |            |            |            |            |            |            |            |            |  |  |            |            |            |            |            |            |  |  |  |  |
|  |  |  |  |          |          |          |          |            |            |            |            |              |            |  |  |    |    |    |    |            |            |            |            |            |            |            |            |            |            |  |  |            |            |            |            |            |            |  |  |  |  |
|  |  |  |  |          |          |          |          | 山田紹之助 | 山田紹之助 | 山田紹之助 | 山田紹之助 | 山田紹之助   | 山田紹之助 |  |  | 女 | 女 | 女 | 女 | 女         | 女         |            |            | 山田述之助 | 山田述之助 | 山田述之助 | 山田述之助 | 山田述之助 | 山田述之助 |  |  | 山田作之助 | 山田作之助 | 山田作之助 | 山田作之助 | 山田作之助 | 山田作之助 |  |  |  |  |